# 佩尔迪海滩 (阿拉巴马州)
佩尔迪多海滩（英語：Perdido Beach），是美国阿拉巴马州下属的一座城市。面积约为1.24平方英里（约合3.22平方公里）。根据2010年美国人口普查，该市有人口581人，人口密度为467.04/平方英里（约合180.43/平方公里）。